# John Björkengren
John Gunnar Björkengren, född 9 december 1998 i Morups församling i Hallands län, är en svensk fotbollsspelare som spelar för danska Randers FC.

## Karriär
Björkengren började spela fotboll i LGM (en sammanslagning av Långås, Glommen och Morup). Som 13-åring gick han över till Falkenbergs FF.
I januari 2017 flyttades Björkengren och i A-laget och skrev samtidigt på ett treårskontrakt. Den 21 maj 2017 debuterade Björkengren i Superettan i en 2–0-vinst över Dalkurd FF. Han gjorde sitt första mål den 27 augusti 2017 i en 5–1-vinst över IF Brommapojkarna. I december 2017 förlängde Björkengren sitt kontrakt fram över säsongen 2020.
Den 4 oktober 2020 värvades Björkengren av italienska Serie B-klubben Lecce, där han skrev på ett fyraårskontrakt med option på ytterligare ett år. Den 18 januari 2023 lånades Björkengren ut till Serie B-klubben Brescia på ett låneavtal över resten av säsongen 2022/2023.
Den 7 augusti 2023 värvades Björkengren av danska Randers FC, där han skrev på ett fyraårskontrakt.